# Bruno Pelletier
Bruno Pelletier (Quebec, Canadá; 7 de agosto de 1962) es un cantante, productor y autor canadiense.

## Vida
Bruno Pelletier nació el 7 de agosto de 1962 en Charlesbourg, un suburbio de la ciudad de Quebec (Canadá). Una verdadera pasión por la interpretación y un constante deseo de explorar nuevos horizontes artísticos han hecho de Bruno Pelletier el artista versátil que es hoy. Su prolífica carrera cuenta con más de veinticinco años de notables actuaciones como solista y como artista invitado en varios musicales de éxito.

## Carrera
Como un joven de la década de los años 80, sus intereses están divididos entre el deporte y la música. Con un cinturón negro en karate, Bruno decide abrir su propia escuela de artes marciales sin dejar de perseguir su otra gran pasión: la música. Aunque calificado como batería, su poderosa voz le lleva a ser el cantante líder de Amanite y Sneak Preview, dos bandas de rock con las que recorre el circuito de bares varios años, adquiriendo los conceptos básicos del mundo del espectáculo.
Como la música poco a poco se convierte en su principal objetivo, Bruno decide comenzar su propia banda de rock de habla francesa Pëll, en 1989. Con sus compañeros músicos y algunas composiciones originales, participa en varios concursos, con la esperanza de ser reconocido por la industria de la música. Tras un año de trabajo duro llega su primer contrato discográfico con Les Disques Artiste, y Paul Lévesque al timón, la carrera de Bruno se lanza.
En 1992 se publica su primer álbum homónimo, y a Bruno se le ofrece un papel en el musical Les fous du rock'n'roll, así como un papel en la versión de Quebec del musical-rock de Berger y Plamondon La Légende de Jimmy. Mientras que el musical sólo alcanza un éxito moderado, la fuerte presencia escénica y el impresionante talento vocal de Bruno logran implantar una impresión duradera.
En 1993, Luc Plamondon conquistado por el talento del cantante apeló de nuevo a él. Esta vez le ofreció el papel de Johnny Rockfort en el teatro Mogador de París en una nueva versión de la ópera rock Starmania. Encarnó el personaje más de cuatrocientas veces en un período de dos años y dedica su tiempo libre a perfeccionar su segundo álbum de su carrera.
El álbum Défaire l'amour se pondrá en marcha durante el año 1995, pero deberá esperar hasta 1997 para finalmente llegar a la consagración. Ese año, representó brillantemente el papel de un mafioso en la popular serie de televisión Omerta II y lanzó el álbum Miserere. Este tercer álbum que subirá rápidamente a la cumbre de las listas de premios y del que se venderán más de 250 000 copias, le valdrá un impacto verdadero y popular. Al año siguiente, en la gala ADISQ de la industria, Bruno será coronado por segundo año consecutivo con el Premio Félix Artista Masculino del año y su álbum Miserere con los Félix: Álbum del Año categoría Pop Rock, Álbum del año de mayor ventas y al Espectáculo del Año - categoría intérprete.
1998 y 1999 serán los años de Notre-Dame de Paris. El espectáculo musical en el que Bruno encarna al poeta Gringoire es un verdadero triunfo. El tema Le temps des cathédrales, que interpretó brillantemente, le permite llegar a la cima de las listas y darse a conocer en toda la Comunidad mundial de Habla Francesa.
En 1999, el cuarto álbum de estudio D'autres rives se lanzó simultáneamente en Europa y Quebec. Este producto estará apoyado por una extensa gira que le permitirá pasar por primera vez como solista por varios prestigiosos escenarios de Europa, incluyendo el Olympia de París, La Cigale y Le Bataclan. Aunque muy ocupado con su carrera en solitario, hará dos paréntesis, el tiempo de enfundarse el traje de Gringoire en las versiones quebequesas y londinenses de Notre-Dame de París.
En 2001, después de haber corrido mundo de modo desenfrenado durante varios años, Bruno siente la necesidad de relajarse un poco. Pero justo antes de tomar un merecido descanso, lanzó Sur Scène, álbum en directo de la gira D'autres rives. Siguió un período de curación y Bruno hará muy pocas apariciones públicas. Se utilizará este tiempo para perfeccionar un nuevo álbum y participar más activamente en Rêves d'Enfants, Fundación que cumple con los sueños de niños enfermos y que él ha patrocinado durante más de veinte años. Actualmente colabora con la fundación canadiense contra el cáncer.
En agosto de 2002, lanzó Un monde à l'envers y comenzó una gira de dos años. En diciembre del mismo año une su voz a la Orquesta Sinfónica de Montreal para presentar una serie de conciertos en la Basílica de Notre-Dame. Teniendo como temática los grandes clásicos de Navidad, sacará provecho de la ocasión para registrar el álbum Concert de Noël que conocerá un inmenso éxito popular.

En 2004, se le ofreció el papel principal del musical Dracula - Entre l'amour et la Mort (letras de Roger Tabra, música de Simon Leclerc). Siempre en busca de nuevos retos, esta nueva empresa le permite añadir nuevas dimensiones a su carrera, al también participar como director artístico y coproductor.  El espectáculo, presentado por primera vez en Montreal el 31 de enero de 2006, es un éxito (visto por más de 115.000 espectadores) y lo impone como una figura ineludible de este género en Quebec. Presentado en la prestigiosa Maison de la Danse de Lyon (1200 localidades) en enero de 2008, Drácula conocerá, allá también, un gran éxito de público y crítica.

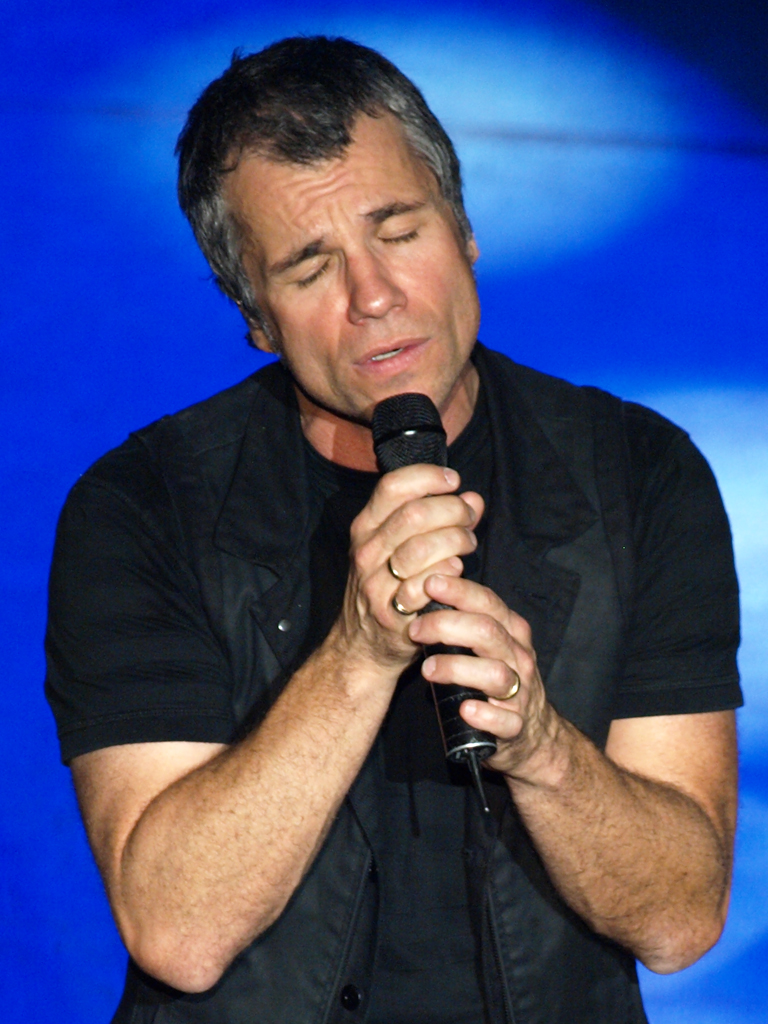
Bruno Pelletier (Moscú 2010).

En 2007, después de tres años para dedicarse al enigmático Príncipe de las Tinieblas, activo e infatigable, deseoso de volver a algo más íntimo, lanza Bruno Pelletier et le GrosZorchestre (ganador del Félix al Álbum del Año / interpretación de jazz). Hábil mezcla de influencias del pop y el jazz, este álbum nos muestra un estilo diferente que le va a encantar. 
En 2009, regresó con Microphonium, primera realización con material original en seis años. Ese mismo año también marcó el triunfal paso del artista por el legendario en Teatro Estrada de Moscú.  Este pasaje, ampliamente aclamado en Rusia, le ha hecho volver de nuevo enseguida con nuestros amigos del Este, a Ucrania en mayo de 2010 y nuevamente a Moscú en otoño de 2010.
También forma parte en diciembre de 2010 de los espectáculos en Ucrania y en Rusia de la versión concierto-sinfónico Notre-Dame de Paris. Le Concert junto con los miembros de la tropa original de uno de los mayores musicales francófonos de todos los tiempos. Donde han sido acompañados por la orquesta sinfónica y coro de Kiev con los que han representado las principales canciones del espectáculo.
En 2011, el artista pone entre paréntesis su época como solista para interpretar el papel de Napoleón en la esperada ópera folk, Les Filles de Caleb Musical inspirado en la trilogía del mismo nombre escrito por la autora Arlette Cousture. 
Será en diciembre del mismo año cuando se retoma una gira de conciertos en Kiev y París del espectáculo homenaje del musical Notre-Dame de Paris. Le Concert https://web.archive.org/web/20120709093431/http://notredamedeparisleconcert.com/in/en/, 
convirtiéndola en una gira con dos conciertos más en Beirut (Líbano) en julio de 2012.  
Actualmente en 2012 ha salido a la luz su undécimo disco Rendus-Là, además colabora como artista invitado en la gira del espectáculo rock The Wall , homenaje a Pink Floyd del grupo Les Vikings http://www.lesvikings.ca/ Archivado el 28 de julio de 2012 en Wayback Machine.. Este otoño es coach y jurado en el nuevo talent show televisivo Un air de famille donde familias que cantan competiten entre ellos. http://airdefamille.radio-canada.ca/. Labor que compagina con la gira de conciertos de su nuevo disco Rendus-Là.
Con unas ventas de más de 2 millones de unidades en la Comunidad de Habla Francesa, Bruno Pelletier, triple ganador del premio Félix al mejor intérprete masculino del Año, es sin duda uno de los principales artistas de su generación.

## Discos
- Bruno Pelletier (1992)
- Défaire l'amour (1995)
- Miserere (1997)
- D'autres rives (1999)
- Sur scène (2001)
- Un monde à l'envers (2002)
- Concert de Noël (2003)
- Dracula - Entre l'amour et la mort (2005)
- Bruno Pelletier et le GrosZorchestre (2007)
- Microphonium (2009)
- Rendus-Lá (2012)

## Premios Félix de la industria
2000 Interprète masculin de l'année (vote populaire) 
2000 Album de l'année - Pop-Rock (D'autres rives) 
1999 Interprète masculin de l'année (vote populaire) 
1999 Spectacle de l'année interprète (Notre-Dame de Paris) 
1999 Album de l'année Meilleur Vendeur (Notre-Dame de Paris) 
1999 Artiste québécois s'étant le plus illustré hors Québec: Notre-Dame de Paris 
1999 Album de l'année - Populaire: Notre-Dame de Paris - L'Intégrale 
1999 Chanson populaire de l'année: Le temps des cathédrales - Interprète: Bruno Pelletier 
1998 Album de l'année Meilleur Vendeur (Miserere) 
1998 Album de l'année Pop Rock (Miserere) 
1998 Spectacle de l'année interprète (Miserere, la tournée) 
1998 Album de l'année Populaire (Notre-Dame de Paris) 
1997 Interprète masculin de l'année (vote populaire) 
1994 Spectacle de l'année interprète (Starmania) 
1993 Spectacle de l'année interprète (La légende de Jimmy) 